# お姉チャンバラ Revolution
『お姉チャンバラ Revolution』は、タムソフトが開発、ディースリー・パブリッシャーが発売のWii用のゲームソフト。日本では2008年2月7日発売。英語題は「OneChanbara: Bikini Zombie Slayers」、中国語では「御姐武戲 Revolution」となっている。

## 登場人物
彩 （声：甲斐田裕子）
主人公。剣術の達人かつ"暴走する血"を宿す美貌の女剣士。
咲 （声：高森奈緒）
“彩”の腹違いの妹。
レイコ （声：比志島ゆき）
ミザリー （声：畑谷明日香）